# Wandersmann-Süd-Tunnel
Der Wandersmann-Süd-Tunnel (auch: Tunnel Wandersmann Süd) ist ein 799 m langer Tunnel der Bahnstrecke Breckenheim–Wiesbaden am südlichen Rand von Wallau (Gemeinde Hofheim am Taunus) zur Anbindung von Wiesbaden an die Schnellfahrstrecke Köln–Rhein/Main (aus und nach Richtung Köln).
Er liegt im nordöstlichen Bereich der 13 km langen Strecke, die die Landeshauptstadt Wiesbaden an die Schnellfahrstrecke Richtung Köln anbindet. Dabei unterfährt er in der Nähe von Wiesbaden auch die Bundesautobahn 66 in nordöstlicher Richtung.
Der Tunnel nimmt zwei Gleise mit Linienzugbeeinflussung auf, die planmäßig mit 160 km/h befahren werden können.

## Namensgebung
Die Röhren tragen den Namen Wandersmann nach einem Sandsteinobelisk, der als Denkmal an die unter Friedrich Augustus Herzog von Nassau zwischen Wiesbaden und Frankfurt 1813 erbaute Straße erinnert. Nachdem während der Bauphase eine Bauhütte an diesem Standort gelegen war, wurde danach ein Wirtshaus eröffnet, das 1850 in Zum Wandersmann umbenannt worden war. Das Gebäude wurde 1958 abgerissen. Der Obelisk Wandersmann steht heute, nachdem er zweimal (zuletzt 1982) versetzt worden war, zwischen der A66 und A3 auf der Wallauer Seite.

## Verlauf
Das Nordportal liegt bei Strecken-Kilometer 1,9, das Südportal bei 2,7. An beiden Seiten schließen sich Trogbauwerke an die Röhre an. Die Überdeckung bei Unterfahrung der Autobahn 66 liegt bei 5,2 m. Die Unterfahrung der Autobahn erfolgt etwa an der Stelle östlich des Wickerbachs, an der das erwähnte Wirtshaus Zum Wandersmann gestanden hatte.
Nordöstlich schließt sich der Wandersmann-Nord-Tunnel an die Röhre an, an dessen Nordportal die Verbindungsstrecke über Weichen in die Hochgeschwindigkeitsstrecke eingeht.

## Geschichte

### Planung
Ende 1995 lag die geplante Länge des Bauwerks bei 850 m.
1998 lag die geplante Länge des Tunnels bei 925 m.

### Bau
Der Tunnel wurde in offener Bauweise erstellt.
Mitte 1998 waren die Baugruben für den Tunnel in Bau.
Für den Bau des Tunnels sollte die Trasse der angrenzenden Autobahn auf einer Länge von 400 m für 21 Monate verlegt werden.
Die Baugrube wurde zur Hälfte in wasserführenden Schichten, von steifem Ton, an abgeböschten Seitenwänden angelegt. Straßen und Wasserläufe wurden im Schutz einer Bohrpfahlwand unterfahren. Der Grundwasserpegel wurde teilweise durch Spundwände abgeschottet, teils entspannt. Ausschalung und Betonage erfolgten in Blocklängen von zehn Metern.
Das flachgegründete Bauwerk wurde zur Auftriebssicherung mit Spornen versehen.
Während der Bauphase wurden die Fahrspuren der A 66 sowie der Landesstraße L 3017 mehrfach verändert.
Im Rahmen eines Tag des offenen Tunnels besuchten mehr als 2500 Menschen die Baustellen der Tunnel Wandersmann Nord und Süd.